# Besleria meridionalis
Besleria meridionalis är en tvåhjärtbladig växtart som beskrevs av Conrad Vernon Morton. Besleria meridionalis ingår i släktet Besleria och familjen Gesneriaceae. Inga underarter finns listade i Catalogue of Life.